# Sarah Sutherland
Sarah Jude Sutherland (* 18. Februar 1988 in Los Angeles, Kalifornien) ist eine US-amerikanische Schauspielerin in Film und Fernsehen.

## Leben und Karriere
Sarah Jude Sutherland wurde als Tochter von Kiefer Sutherland und Camelia Kath geboren. Sie ist die Enkelin von Donald Sutherland sowie Urenkelin von Tommy Douglas, einem früheren Premierminister der kanadischen Provinz Saskatchewan. Bis 2006 besuchte sie die Privatschule Crossroads School for Arts & Sciences in Santa Monica, Kalifornien. Im Jahr 2011 stand sie in dem Kurzfilm Snuggle Bunny: Man's Most Lovable Predator das erste Mal vor der Kamera. Es folgten Rollen in Kinofilmen wie Beneath the Harvest Sky, Pretty Perfect oder Chronic an der Seite von Tim Roth und Bitsie Tulloch unter der Regie von Michel Franco. Den Durchbruch im Fernsehen schaffte sie 2012 mit der Rolle der Catherine Meyer in der Erfolgsserie Veep – Die Vizepräsidentin, die sie bis 2019 spielte.

## Filmografie (Auswahl)

### Kino
- 2013: Beneath the Harvest Sky
- 2014: Pretty Perfect
- 2014: Innocence
- 2015: Shut Up and Drive
- 2015: Chronic
- 2018: What They Had
- 2020: The Kid Detective
- 2021: Like a House on Fire

### Fernsehen
- 2012–2019: Veep – Die Vizepräsidentin (Veep, Fernsehserie, 43 Episoden)
- 2014: The Newsroom (Fernsehserie, Episode 3x05)
- 2017: Tim and Eric’s Bedtime Stories (Fernsehserie, Episode 2x04)